# Uczelniany Koszykarz Roku Konferencji Big East

Logo konferencji Big East.

Uczelniany Koszykarz Roku Konferencji Big East – (oficjalna nazwa: Big East Conference Men's Basketball Player of the Year) – koszykarska nagroda przyznawana corocznie, od sezonu 1979/1980, najlepszemu koszykarzowi konferencji Big East NCAA.
Wyboru dokonują trenerzy zespołów konferencji na koniec każdego sezonu regularnego, na początku marca. Trenerzy nie mogą głosować na trenowanych przez siebie zawodników.
Czterech laureatów (Patrick Ewing, Chris Mullin, Alonzo Mourning, Ray Allen) zostało wybranych do Koszykarskiej Galerii Sław im. Jamesa Naismitha.
Chris Mullin jest jedynym w historii, trzykrotnym laureatem nagrody.
Siedmiu laureatów zostało uznanych za najlepszego gracza sezonu NCAA – Patrick Ewing, Chris Mullin, Walter Berry, Ray Allen, Emeka Okafor, Doug McDermott, Jalen Brunson. 
Najwięcej nagrodzony w historii posiadała w swoich szeregach drużyna Georgetown Hoyas.

## Laureaci

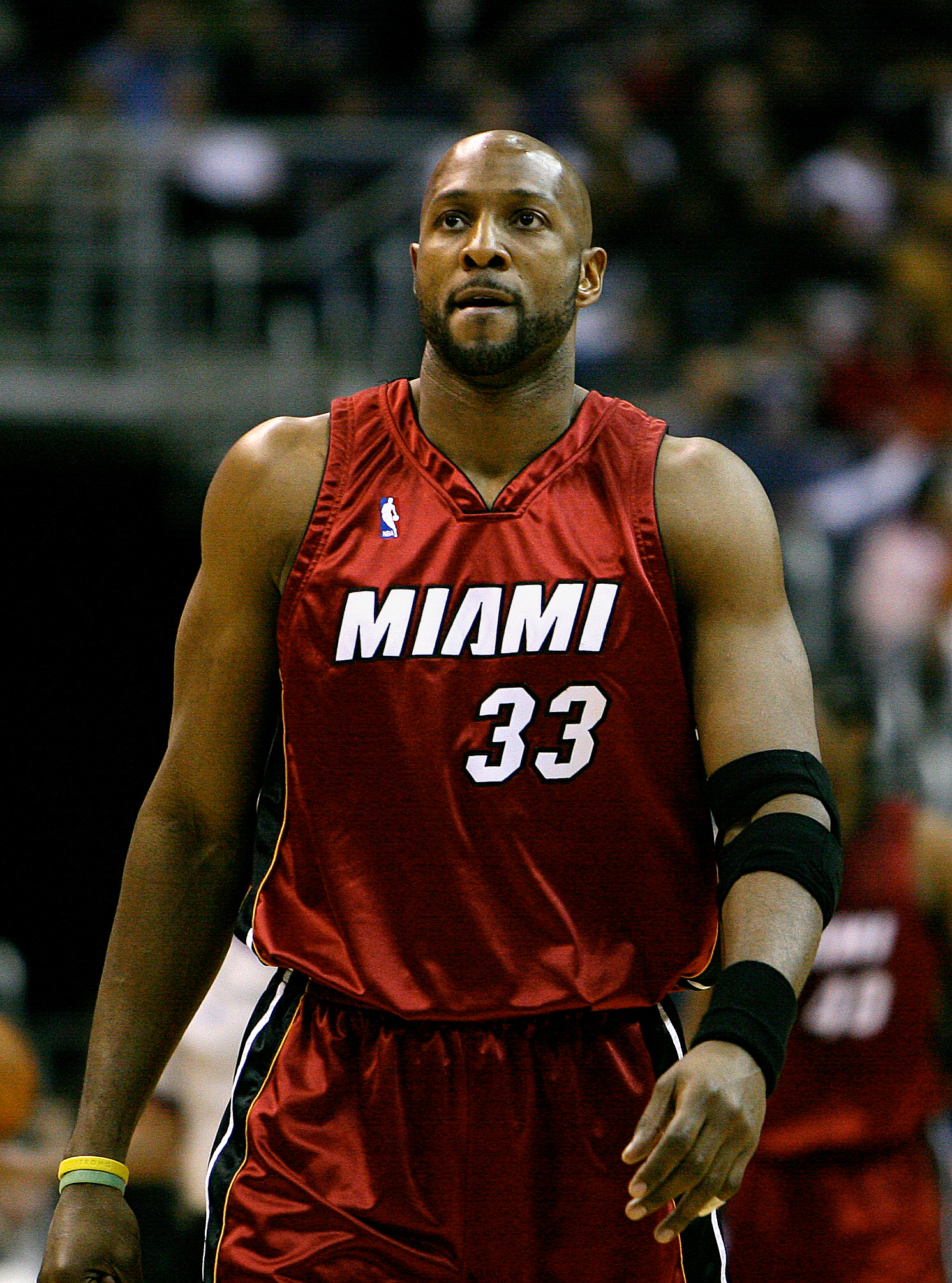
Alonzo Mourning został trzecim środkowym z Georgetown, który został laureatem nagrody.

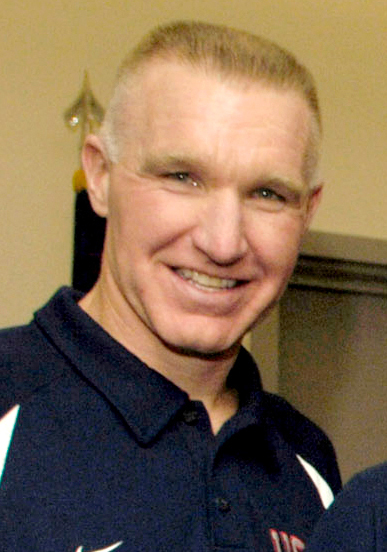
Chris Mullin jest jedynym zawodnikiem, który uzyskał nagrodę trzykrotnie (1983–1985).

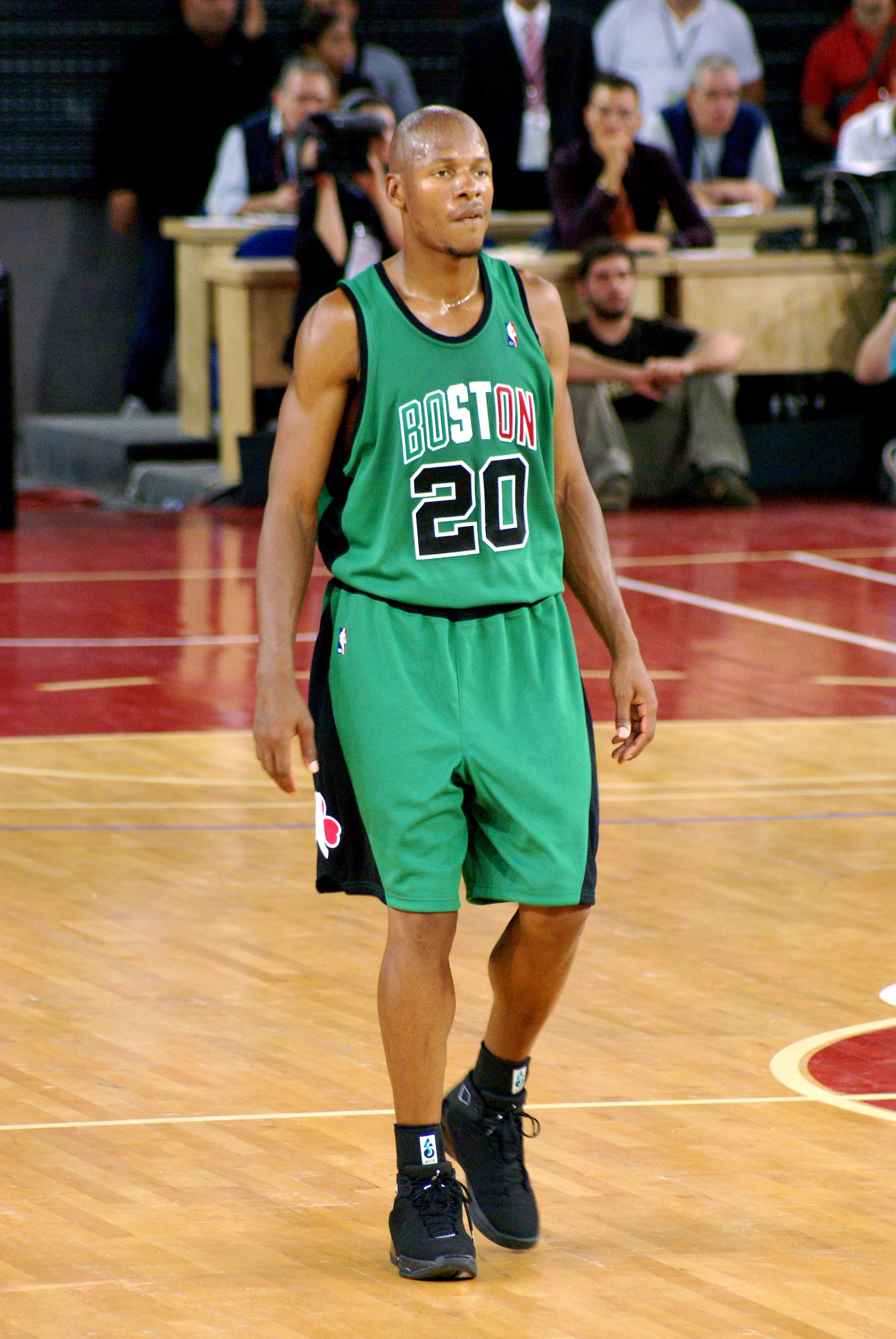
Ray Allen został drugim graczem z Connecticut, który został laureatem nagrody.

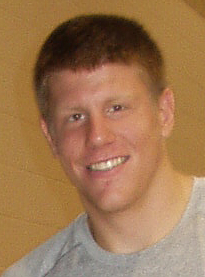
Luke Harangody zdobył nagrodę w 2008.

| ^            | Zawodnicy współdzielący tytuł zawodnika roku |
| *            | Nagrodzeni tytułem Krajowego Akademickiego Koszykarza Roku według: Helms Foundation (1904–05 do 1978–79) United Press International (1954–55 do 1995–96) kapituły Naismitha (od 1968–69) kapituły Johna R. Woodena (od 1976–77) |
| Zawodnik (X) | Cyfra w nawiasie oznacza zawodnika, który zdobył tytuł Zawodnika Roku Big 10 więcej niż jeden raz |
| Freshman     | – zawodnik pierwszoroczny |
| Sophomore    | – zawodnik drugoroczny |
| Junior       | – zawodnik trzecioroczny |
| Senior       | – zawodnik ostatniego roku |

| Sezon    | Zawodnik               | Uczelnia       | Pozycja | Status    | Przyp.        |
| -------- | ---------------------- | -------------- | ------- | --------- | ------------- |
| 1979–80  | John Duren             | Georgetown     | G       | Senior    | [ 2 ] [ 3 ]   |
| 1980–81  | John Bagley            | Boston College | PG      | Sophomore | [ 4 ]         |
| 1981–82  | Dan Callandrillo       | Seton Hall     | SG      | Senior    | [ 5 ]         |
| 1982–83  | Chris Mullin           | St. John's     | SF      | Sophomore | [ 6 ] [ 7 ]   |
| 1983–84^ | Patrick Ewing          | Georgetown     | C       | Junior    | [ 2 ] [ 3 ]   |
| 1983–84^ | Chris Mullin (2)       | St. John's     | SF      | Junior    | [ 6 ] [ 7 ]   |
| 1984–85^ | Patrick Ewing* (2)     | Georgetown     | C       | Senior    | [ 2 ] [ 3 ]   |
| 1984–85^ | Chris Mullin* (3)      | St. John's     | SF      | Senior    | [ 6 ] [ 7 ]   |
| 1985–86  | Walter Berry*          | St. John's     | PF      | Senior    | [ 8 ]         |
| 1986–87  | Reggie Williams        | Georgetown     | SF      | Senior    | [ 2 ] [ 3 ]   |
| 1987–88  | Charles D. Smith       | Pittsburgh     | PF      | Senior    | [ 9 ] [ 10 ]  |
| 1988–89  | Charles E. Smith       | Georgetown     | G       | Senior    | [ 2 ] [ 3 ]   |
| 1989–90  | Derrick Coleman        | Syracuse       | PF      | Senior    | [ 7 ]         |
| 1990–91  | Billy Owens            | Syracuse       | SF/SG   | Junior    | [ 11 ]        |
| 1991–92  | Alonzo Mourning        | Georgetown     | C       | Senior    | [ 2 ] [ 3 ]   |
| 1992–93  | Terry Dehere           | Seton Hall     | SG      | Senior    | [ 5 ]         |
| 1993–94  | Donyell Marshall       | Connecticut    | F       | Junior    | [ 12 ]        |
| 1994–95  | Kerry Kittles          | Villanova      | SG      | Senior    | [ 13 ]        |
| 1995–96  | Ray Allen*             | Connecticut    | SG      | Junior    | [ 12 ]        |
| 1996–97  | Pat Garrity            | Notre Dame     | PF      | Junior    | [ 14 ]        |
| 1997–98  | Richard Hamilton       | Connecticut    | SG/SF   | Sophomore | [ 12 ]        |
| 1998–99^ | Richard Hamilton (2)   | Connecticut    | SG/SF   | Junior    | [ 12 ]        |
| 1998–99^ | Tim James              | Miami          | SF      | Senior    | [ 15 ]        |
| 1999–00  | Troy Murphy            | Notre Dame     | PF      | Sophomore | [ 14 ]        |
| 2000–01^ | Troy Murphy (2)        | Notre Dame     | PF      | Junior    | [ 14 ]        |
| 2000–01^ | Troy Bell              | Boston College | G       | Sophomore | [ 16 ]        |
| 2001–02^ | Caron Butler           | Connecticut    | SF      | Sophomore | [ 12 ]        |
| 2001–02^ | Brandin Knight         | Pittsburgh     | PG      | Junior    | [ 9 ] [ 17 ]  |
| 2002–03  | Troy Bell (2)          | Boston College | G       | Senior    | [ 16 ]        |
| 2003–04  | Emeka Okafor*          | Connecticut    | C       | Junior    |               |
| 2004–05  | Hakim Warrick          | Syracuse       | PF      | Senior    | [ 18 ]        |
| 2005–06  | Randy Foye             | Villanova      | G       | Senior    | [ 19 ]        |
| 2006–07  | Jeff Green             | Georgetown     | F       | Junior    | [ 2 ] [ 20 ]  |
| 2007–08  | Luke Harangody         | Notre Dame     | PF      | Sophomore | [ 14 ] [ 21 ] |
| 2008–09^ | DeJuan Blair           | Pittsburgh     | C       | Sophomore | [ 9 ]         |
| 2008–09^ | Hasheem Thabeet        | Connecticut    | C       | Junior    | [ 12 ]        |
| 2009–10  | Wesley Johnson         | Syracuse       | F       | Junior    | [ 22 ]        |
| 2010–11  | Ben Hansbrough         | Notre Dame     | SG      | Senior    | [ 23 ]        |
| 2011–12  | Jae Crowder            | Marquette      | PF      | Senior    | [ 24 ]        |
| 2012–13  | Otto Porter            | Georgetown     | F       | Sophomore | [ 25 ]        |
| 2013–14  | Doug McDermott*        | Creighton      | F       | Senior    | [ 26 ]        |
| 2014–15^ | Ryan Arcidiacono       | Villanova      | PG      | Junior    | [ 27 ]        |
| 2014–15^ | Kris Dunn              | Providence     | PG      | Sophomore | [ 27 ]        |
| 2015–16  | Kris Dunn (2)          | Providence     | PG      | Junior    | [ 28 ]        |
| 2016–17  | Josh Hart              | Villanova      | SG      | Senior    | [ 29 ]        |
| 2017–18  | Jalen Brunson*         | Villanova      | PG      | Junior    | [ 30 ]        |
| 2018–19  | Markus Howard          | Marquette      | PG      | Junior    | [ 31 ]        |
| 2019–20  | Myles Powell           | Seton Hall     | SG      | Senior    | [ 32 ]        |
| 2020–21^ | Collin Gillespie       | Villanova      | PG      | Senior    | [ 33 ]        |
| 2020–21^ | Sandro Mamukelaszwili  | Seton Hall     | PF      | Senior    | [ 33 ]        |
| 2020–21^ | Jeremiah Robinson-Earl | Villanova      | PF      | Sophomore | [ 33 ]        |

## Zwycięzcy według uczelni
| Uczelnia (rok dołączenia) | Zwycięzcy | Lata                                             |
| ------------------------- | --------- | ------------------------------------------------ |
| Georgetown (1979)         | 8         | 1980, 1984^, 1985^, 1987, 1989, 1992, 2007, 2013 |
| UConn (1979/2020)         | 7         | 1994, 1996, 1998, 1999^, 2002^, 2004, 2009^      |
| Villanova (1980)          | 7         | 1995, 2006, 2015^, 2017, 2018, 2021 (×2)^        |
| Notre Dame (1995)         | 5         | 1997, 2000, 2001^, 2008, 2011                    |
| St. John's (1979)         | 4         | 1983, 1984^, 1985^, 1986                         |
| Seton Hall (1979)         | 4         | 1982, 1993, 2020, 2021^                          |
| Syracuse (1979)           | 4         | 1990, 1991, 2005, 2010                           |
| Boston College (1979)     | 3         | 1981, 2001^, 2003                                |
| Pittsburgh (1982)         | 3         | 1988, 2002^, 2009^                               |
| Marquette (2005)          | 2         | 2012, 2019                                       |
| Providence (1979)         | 2         | 2015^, 2016                                      |
| Creighton (2013)          | 1         | 2014                                             |
| Miami (1991)              | 1         | 1999^                                            |
| Butler (2013)             | 0         | —                                                |
| Cincinnati (2005)         | 0         | —                                                |
| DePaul (2005)             | 0         | —                                                |
| Louisville (2005)         | 0         | —                                                |
| Rutgers (1995)            | 0         | —                                                |
| South Florida (2005)      | 0         | —                                                |
| Virginia Tech (2000)      | 0         | —                                                |
| West Virginia (1995)      | 0         | —                                                |
| Xavier (2013)             | 0         | —                                                |